# 백피
백피증(白皮症, leukoderma)은 선천적으로 색소세포가 없는 경우이다. 백반증과는 다르다.
백피증은 피부 패치가 색소나 색을 잃게 만드는 만성 자가면역 질환이다. 백피증의 원인은 알려져 있지 않지만 면역 체계 변화, 유전적 요인, 스트레스 또는 태양 노출과 관련이 있을 수 있다. 치료 옵션에는 국소 약물, 광선 요법, 수술 및 미용이 포함된다.

## 같이 보기
- 백색증 (albinism)
- 루시즘 (leucism)
- 백변종 (leucism)
- 몽골반 (Mongolian spot)
- 백반증 (vitiligo)
- 흑색증 (melanism)